# Mauro Lustrinelli
Mauro Lustrinelli (* 26. Februar 1976 in Bellinzona) ist ein ehemaliger Schweizer Fussballspieler und heutiger Fussballtrainer.

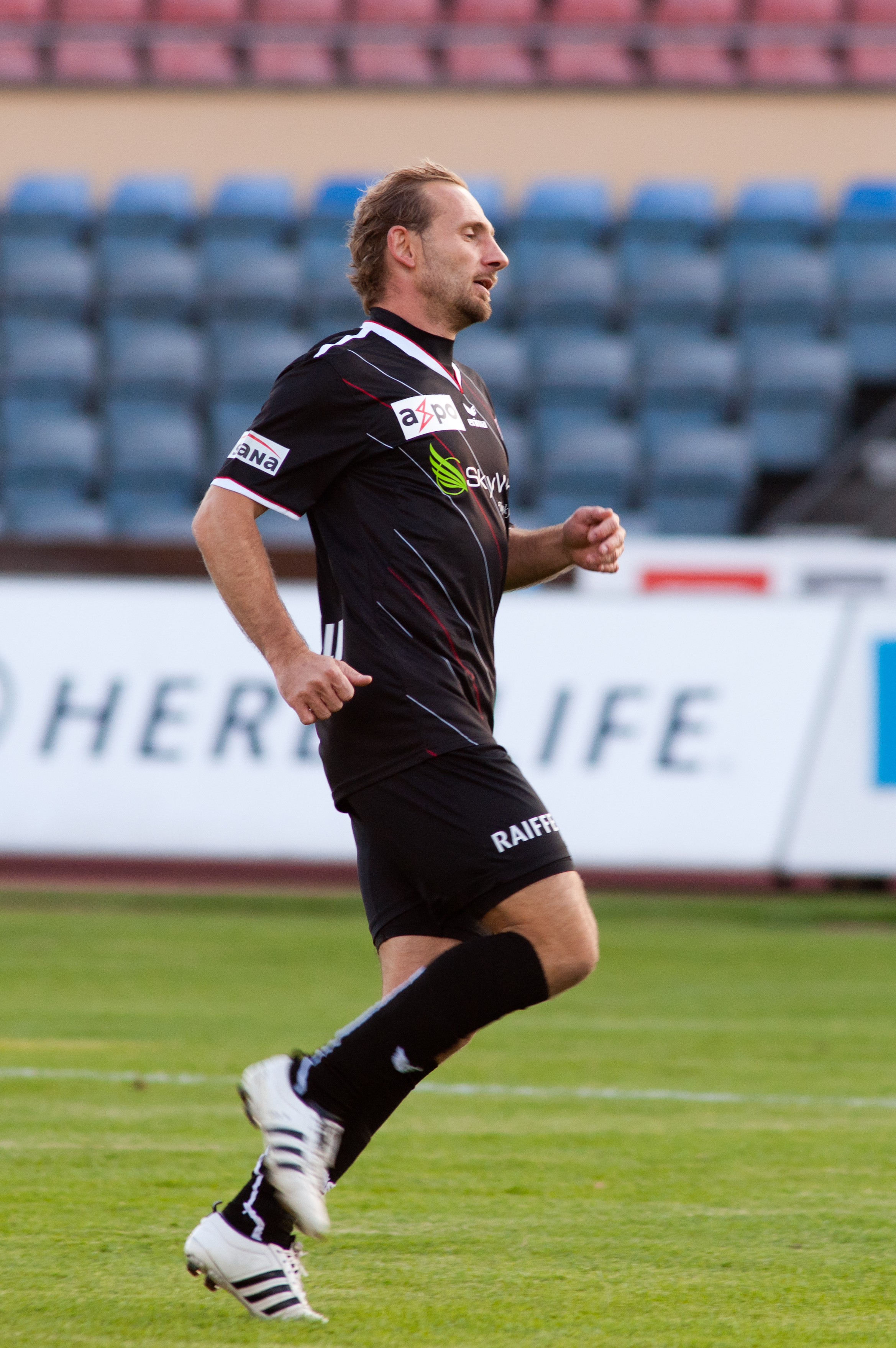
Mauro Lustrinelli – Lausanne Sport vs. FC Thun – 22. Oktober 2011.

## Karriere
Er begann erst spät, d. h. nach seinem Wirtschaftsstudium in Lugano zwischen 1996 und 2001, mit dem Profifussball. Damals wechselte er von der AC Bellinzona zum FC Wil und anschliessend zum FC Thun, der in den Jahren zuvor einen steilen Aufstieg erlebt hatte. In der Saison 2004/05 war er mit 20 Toren einer der stärksten Stürmer der Super League. In der zweiten Qualifikationspartie gegen Malmö FF trug er mit zwei Toren zum sensationellen Einzug Thuns in die UEFA Champions League im Herbst 2005 bei.
Im August 2005 wurde Lustrinelli erstmals für die Schweizer Fussballnationalmannschaft (12 Spiele, 0 Tore) selektioniert. Er gehörte zum schweizerischen Kader für die Fussball-WM 2006 und wurde in der Schlussphase des WM-Vorrundenspiels gegen Togo eingesetzt. Ihm gelang der Pass auf Tranquillo Barnetta, der die Schweiz zum entscheidenden 2:0 schoss.
Anfang Februar 2006 wechselte Lustrinelli  ins Ausland zu Sparta Prag. Am 24. April 2006 schoss er beim Spiel gegen Jablonec das schnellste Tor der tschechischen Meisterschafts-Geschichte. Nach nur 11 Sekunden versenkte Lustrinelli den Ball im gegnerischen Tor. In diesem Jahr gewann er mit Sparta Prag den Cup.
Im Januar 2007 kehrte er in die Schweiz zurück zum FC Luzern. Er konnte die hohen Erwartungen nicht ganz erfüllen. In der Meisterschaft schoss er in 14 Einsätzen nur gerade zwei Tore. Immerhin reüssierte er aber im Cup, wo er mit zwei Toren gegen GC im Viertelfinal und dem Tor gegen Zürich im Halbfinal massgeblich dazu beitrug, dass der FCL den Cupfinal erreichte. In der Saison 2007/08 erzielte Lustrinelli in 29 absolvierten Spielen 14 Tore. Er strebte an, wieder für die Schweizer Nationalmannschaft nominiert zu werden, vor allem in Hinblick auf die Europameisterschaft im eigenen Land. Seit Winter 2007 kam er nicht mehr zum Einsatz für die «Nati», und so überraschte die Entscheidung des Naticoaches Köbi Kuhn auch nicht, Lustrinelli nicht für die Euro zu nominieren.
Vor der Saison 2008/09 unterschrieb er einen Vertrag bei der AC Bellinzona über drei Jahre. Nach gutem Saisonstart bei den Tessinern wurde er etwas überraschend wieder für die Nationalmannschaft aufgeboten, traf jedoch bei der Heimniederlage gegen Luxemburg in den Schlussminuten nur die Torumrandung. Bereits in den nächsten beiden Spielen (gegen Lettland und Griechenland) fehlte sein Name im Aufgebot. In der Saison 2009/10 erzielte er acht Tore für die AC Bellinzona.
Nachdem er gegen Ende der Vorrunde 2009/10 immer öfter nur noch zweite Wahl bei den Tessinern gewesen war, wechselte er leihweise in der Winterpause zu den Berner Young Boys und kehrte 2011 zum FC Thun zurück.
Im Januar 2012 gab Lustrinelli seinen sofortigen Rücktritt als Fussballprofi bekannt. Er wurde bei seinem letzten Arbeitgeber FC Thun Assistenztrainer unter Bernard Challandes.
Im Februar 2018 übernahm Lustrinelli interimistisch das Traineramt der Schweizer U-21 Nationalmannschaft, nachdem Heinz Moser seinen Rücktritt bekannt gegeben hatte. Am 1. Juni 2018 gab der Schweizerische Fussballverband (SFV) bekannt, dass man längerfristig auf Lustrinelli setzen werde.
Im Juni 2022 gab er nach der geschafften EM-Qualifikation das Amt ab und kehrte als Cheftrainer zum FC Thun zurück.